# Fermoy
Fermoy, o en irlandés Mainistir Fhear Maí, que significa "Monasterio de los planos abiertos", es un pueblo situado en el noreste del condado de Cork, en el sur de Irlanda, con una población de 6.585 habitantes en 2016.
El nombre del pueblo que viene de la abadía que fue fundada en el sitio en el siglo XII.

## Historia
En el año 1791, el empresario escocés John Anderson compró la tierra donde Fermoy está situado y empezó a desarrollar un pueblo allí. John Anderson era la persona que diseñó las carreteras en Irlanda. A comienzos del siglo XXI, se inauguró un monumento en memoria del fundador en el parque del pueblo. Durante la ocupación británica, el campamento militar en Fermoy era el campamento más grande en la isla de Irlanda. Hoy en día, la colina donde estaba el campamento se llama “Barrack Hill”. Durante la guerra de independencia, Fermoy sufrió los ataques más violentos por parte de las fuerzas británicas.

## Educación
Fermoy tiene 5 escuelas primarias en el centro del pueblo, 4 del credo católico, y uno del credo protestante. También hay una escuela que enseña en lengua gaélica. Hay 3 colegios en el pueblo, uno para chicos, uno para chicas y uno mixto.

## Transportes
Hasta el año 2006, la carretera principal entre Cork y Dublín pasaba por el pueblo y Fermoy tenía fama debido al tráfico por el puente. En 2006, la nueva autopista entre las dos ciudades más grandes del país se abrió con un puente nuevo sobre el río. Durante más de cien años, Fermoy estuvo conectado a la red de trenes, pero en 1967, la estación cerró y desde entonces no ha habido una línea de tren que pase por el pueblo. El aeropuerto que está más cerca al pueblo (a 40 kilómetros) es el aeropuerto internacional de Cork.

## Economía
La primera fábrica en Fermoy, “Faber Castell”, abrió sus puertas en 1960 y desde entonces el número de fábricas ha aumentado. Hoy en día, a causa de la recesión mundial, las fábricas están reduciendo su número de empleados. “Moorepark,” un instituto de investigación agrícola está situado en las afueras de Fermoy. La sede central del grupo “Quinn-Healthcare” está situada en el pueblo y emplea más o menos a 250 personas.

## Periódicos
- The Avondhu[2]

## Ciudades hermanadas
- Plomeur,  Francia.
- Nowa Neba,  Polonia.